# حصة المهيري
حصة خليفة المهيري هي كاتبة إماراتية ولدت في الإمارات العربية المتحدة. أصدرت كتابين للأطفال هما «لمن آثار الأقدام هذه؟» و «دينوراف». وفي عام 2018، نال كتابها «الدينوراف» جائزة الشيخ زايد للكتاب عن فئة أدب الأطفال. 

## التعليم والوظيفة
حصة المهيري حاصلة على درجة البكالوريوس في الطفولة المبكرة. وفي عام 2014، حصلت على درجة الماجستير المزدوجة في إدارة وسياسة التعليم من جامعة ديكين في أستراليا. حاليًا، تسعى للحصول على درجة الدكتوراه في التربية من جامعة بريطانية. وتعمل المهيري معلمةً في حضانة منذ تخرجها في عام 2010. حصل كتابها الأول «دينوراف»، الذي صدر عام 2017، على جائزة الشيخ زايد للكتاب عن فئة أدب الأطفال لعام 2018. في عام 2019، أعلنت جائزة الشيخ زايد للكتاب أن كتاب المهيري «دينوراف» سيُترجم إلى الإنجليزية والفرنسية والإيطالية بعد توقيع اتفاقية بين الناشر الإماراتي الهدهد والناشر الإيطالي ماركو إي ماركوس.  

## الإصدارات
- لمن آثار الأقدام هذه؟، اليربوع للكتب، 2010[8]
- الدينوراف، دار الهدهد للنشر والتوزيع، 2017[9]
  - حصل كتابها الأول «دينوراف»، على جائزة الشيخ زايد للكتاب عن فئة أدب الأطفال لعام 2018. في عام 2019، أعلنت جائزة الشيخ زايد للكتاب أن هذا الكتاب سيُترجم إلى الإنجليزية والفرنسية والإيطالية بعد توقيع اتفاقية بين الناشر الإماراتي الهدهد والناشر الإيطالي ماركو إي ماركوس.

## الجوائز
- 2018: حصدت قصتها «الدينوراف» على جائزة الشيخ زايد للكتاب عن فئة أدب الأطفال.